# Minjung
Minjung (wörtlich „Massen“, „das Volk“) bezeichnet eine in den späten 1970er Jahren entstandene politisch und kulturell orientierte Volksbewegung in Südkorea. Es bezieht sich nicht nur auf „das Volk“ im Allgemeinen, sondern spezifisch auf diejenigen Klassen und Gruppen, die im Laufe der Geschichte Ausbeutung, Unterdrückung und Entfremdung erfahren haben, aber gleichzeitig als treibende Kraft des historischen Wandels angesehen werden.

## Minjung in der Kunst und Theologie
Bei den prodemokratischen Aufständen in Südkorea ab 1979 wirkten Vertreter der Minjung-Kultur als Begleiter und Motor. Die Künstler organisierten sich vielfach in Gruppen. Eine der bekanntesten und frühesten dieser Künstlervereinigungen ist die 1980 gegründete Gruppe „Reality and Utterance“ – „Realität und Äußerung“.
Hatten die Militärregierungen stets eine politisch unverbindliche Kunst nach Vorbild des Westens gefördert (speziell monochrome Malerei), entwickelten die Minjung-Künstler eine erzählerische, figurative Bildsprache mit klaren politischen Botschaften. Sie zeigen beispielsweise brennende Landschaften oder Höllen (so zum Beispiel das berühmt gewordene Gemälde von Oh Yoon „Marketing – Inferno“ aus dem Jahr 1980). Gleichzeitig thematisieren sie oft spöttisch die „Eroberung“ Koreas durch die westliche, speziell amerikanische, Konsumwelt. Sie parodieren in diesem Zusammenhang beispielsweise Werbe-Signets und Ikonen der westlichen Kunst.
Die Minjung-Kunst war stets laut, radikal und oppositionell. Inzwischen ist sie im demokratischen Korea von staatlicher Seite vollständig anerkannt. Viele Werke befinden sich in staatlichen Sammlungen, etwa im Nationalmuseum oder im Art Center des Art Council Korea in Seoul. Aus der Ikone des Widerstands wurde so eine – staatlich geförderte – Erinnerung an den Weg zur Demokratie.
Korea ist ein stark protestantisch geprägtes Land, das eine eigene Form der Befreiungstheologie, die sogenannte Minjung-Theologie entwickelt hat, die ihrerseits die Minjung-Kunst der späten 1970er Jahre beeinflusst hat. Die Minjung-Theologie war eine Reaktion auf die politischen, wirtschaftlichen und kirchlichen Wachstumsstrategien, die die Jahrzehnte der Militärdiktaturen der 1960er bis 1980er Jahre geprägt haben und sieht sich den sozial Benachteiligten verpflichtet. Innerhalb der protestantischen Kirche in Südkorea ist die Minjung-Theologie heute eine Minderheitserscheinung, die allerdings über eine beträchtliche Außenwirkung insbesondere in Deutschland und Europa verfügt.
Der Ausdruck U-Boot-Christ scheint dabei auf Formulierungen des in den 1950er und 1960er Jahren sehr bekannten römisch-katholischen Predigers Johannes Leppich zurückzugehen.
Der katholische Theologe und Südkoreaexperte Carsten Wippermann verwendet die Kategorie U-Boot-Christen als eine aktuelle Reaktion auf Verpflichtungen im Rahmen von Minjung und dem erheblichen damit verbundenen Gruppendruck. Wippermann benennt damit Christen, die sich zwar offiziell bei einer Megachurch als Mitglieder eintragen, aber bei Treffen und Veranstaltungen so oft möglich mit Hinweis auf Terminproblemen fernbleiben und so auch gegenüber den Verpflichtungen der kleineren Minjunggemeinden untertauchen können.

## Minjung-Geschichtsschreibung
Parallel dazu ist die Minjung-Geschichtsschreibung (koreanisch: 민중사학, Minjung Sahak) eine bedeutende Strömung der südkoreanischen Geschichtswissenschaft, die vor allem in den 1970er und 1980er Jahren entstand und an Bedeutung gewann. Sie stellt das „Minjung“ – oft übersetzt als „das Volk“, „die Massen“ oder spezifischer „die unterdrückten Massen“ – in den Mittelpunkt der historischen Analyse. Diese Schule fordert die traditionelle, oft eliten- und staatszentrierte Geschichtsdarstellung heraus und betont stattdessen die Erfahrungen, Kämpfe und die historische Handlungsmacht der einfachen Bevölkerung.
Die Minjung-Geschichtsschreibung hatte einen erheblichen Einfluss auf die südkoreanische Geschichtswissenschaft und das öffentliche Geschichtsbewusstsein. Sie trug dazu bei, die Perspektiven in der historischen Forschung zu erweitern und die Erfahrungen breiterer Bevölkerungsschichten sichtbar zu machen. Sie spielte eine wichtige Rolle in der Demokratisierungsbewegung der 1980er Jahre, indem sie historische Narrative lieferte, die den Widerstand gegen die Diktatur legitimierten.
Auch wenn ihre Hochzeit in den 1980er Jahren lag, wirken ihre Ansätze und Fragestellungen bis heute nach und haben Debatten über Methodik, die soziale Rolle des Historikers und die Interpretation der koreanischen Geschichte maßgeblich beeinflusst.

### Entstehung und Kontext
Die Minjung-Geschichtsschreibung entwickelte sich vor dem Hintergrund der autoritären Militärdiktaturen in Südkorea (insbesondere unter Park Chung-hee und Chun Doo-hwan). In dieser Zeit wurde die offizielle Geschichtsschreibung oft von staatlich geförderten Narrativen dominiert, die nationale Einheit, Modernisierung und die Rolle der Eliten betonten, während soziale Konflikte und die Leiden der einfachen Bevölkerung marginalisiert wurden.
Als Reaktion darauf begannen Historiker, Intellektuelle und Aktivisten, eine alternative Geschichtsperspektive zu entwickeln. Diese war eng mit der breiteren Minjung-Bewegung verbunden, einer sozialen und politischen Bewegung, die sich für Demokratie, soziale Gerechtigkeit und nationale Wiedervereinigung einsetzte. Die Geschichtsschreibung wurde somit zu einem wichtigen Feld des intellektuellen und politischen Widerstands.

### Grundlagen und Methodik
Das zentrale Konzept ist das Minjung. Methodisch zeichnet sich die Minjung-Geschichtsschreibung durch folgende Merkmale aus:
1. Fokus auf „Geschichte von unten“: Im Gegensatz zu einer „Top-Down“-Perspektive, die sich auf Herrscher, Eliten und staatliche Institutionen konzentriert, untersucht die Minjung-Schule das Leben, die Kultur und die Handlungen der einfachen Menschen (Bauern, Arbeiter, Frauen, marginalisierte Gruppen).
2. Betonung von Widerstand und Autonomie: Sie hebt hervor, wie das Minjung aktiv Widerstand gegen Unterdrückung leistete und eigene Formen der Kultur, des Bewusstseins und der Organisation entwickelte.
3. Erweiterter Quellenbegriff: Neben traditionellen schriftlichen Quellen werden auch mündliche Überlieferungen, Volkslieder, Legenden, Tagebücher einfacher Leute und andere Zeugnisse der Alltagskultur als wichtige historische Quellen betrachtet.
4. Kritik an herrschenden Ideologien: Die Minjung-Historiker analysieren kritisch nationalistische, kolonialistische und entwicklungsdiktatorische Narrative und versuchen, deren hegemoniale Wirkung aufzudecken.
5. Soziales und politisches Engagement: Viele Vertreter dieser Schule verstanden ihre Arbeit nicht als rein akademische Übung, sondern als Beitrag zu den sozialen und politischen Kämpfen ihrer Zeit.

### Einfluss und Bedeutung
Die Minjung-Geschichtsschreibung hatte einen erheblichen Einfluss auf die südkoreanische Geschichtswissenschaft und das öffentliche Geschichtsbewusstsein. Sie trug dazu bei, die Perspektiven in der historischen Forschung zu erweitern und die Erfahrungen breiterer Bevölkerungsschichten sichtbar zu machen. Sie spielte eine wichtige Rolle in der Demokratisierungsbewegung der 1980er Jahre, indem sie historische Narrative lieferte, die den Widerstand gegen die Diktatur legitimierten.
Auch wenn ihre Hochzeit in den 1980er Jahren lag, wirken ihre Ansätze und Fragestellungen bis heute nach und haben Debatten über Methodik, die soziale Rolle des Historikers und die Interpretation der koreanischen Geschichte maßgeblich beeinflusst.

### Kritik
Die Minjung-Geschichtsschreibung wurde auch kritisiert. Einige Kritiker warfen ihr vor:
- Eine Tendenz zur Romantisierung oder Idealisierung des „Minjung“.
- Manchmal nationalistische oder populistische Untertöne.
- Methodische Schwächen, insbesondere bei der Quellenkritik und der Gefahr der Subjektivität aufgrund des starken politischen Engagements.
- Eine mögliche Vernachlässigung anderer wichtiger historischer Akteure oder struktureller Faktoren zugunsten des Fokus auf das Minjung.